# Mecas femoralis
Mecas femoralis är en skalbaggsart som först beskrevs av Samuel Stehman Haldeman 1847.  Mecas femoralis ingår i släktet Mecas och familjen långhorningar. Inga underarter finns listade i Catalogue of Life.